# Seš
Seš (franc. seiches), bibavica, štiga, šćiga je stojni val koji se javlja u jezerima, zaljevima, kanalima, lukama, zatvorenim morima ili njihovim dijelovima, a očituje se u oscilacijama razina vode, te u periodičnim promjenama strujanja. Period mu ovisi o obliku i izmjerama zahvaćenoga područja, a uz osnovno titranje pojavljuje se i titranje viših frekvencija. Seši mogu biti uzrokovani naglim promjenama tlaka zraka i vjetra, poremećajima koji pristižu iz otvorenoga mora ili, iznimno, pomacima dna. Prvi su put opaženi u švicarskim jezerima, a nakon toga i u drugim jezerima i morima. Seši su česti u Jadranu, a periodi im variraju od približno 21 sat (cijeli Jadran), više od 6 sati (Kvarnerski zaljev) i 1 sat (Kaštelanski zaljev), pa do 20 minuta i manje (na primjer Bakarski zaljev). Kada postignu velike amplitude, seši ugrožavaju plovidbu i dovode do poplavljivanja.

## Stojni val
Stojni val, također i stacionarni val, je val koji nastaje superpozicijom (zbrajanjem) dvaju valova jednake amplitude i frekvencije. Opisuje ih jednadžba:
{\displaystyle y=2\cdot A\cdot \cos {\frac {2\cdot \pi }{\lambda }}x\cdot \cos {\frac {2\cdot \pi }{T}}t,}
gdje su: A - amplituda, λ - valna duljina, T - period vala, t - vrijeme. Raspored elongacija y je sinusoidni, no valne fronte ne putuju, tako da je amplituda pojedinih čestica različita i ovisna o mjestu x. Na mjestima na kojima je amplituda jednaka nuli nalaze se čvorovi, a gdje je maksimalna trbusi. 
Stojni valovi važni su u akustici (titranje žice, titranje stupa zraka u glazbenom instrumentima, prostorna akustika), gdje osim poželjnih mogu imati i neželjene posljedice, kao što je povećanje buke.

## Slobodni valovi na moru
Slobodni valovi pravilno su, periodično gibanje čestica vode u moru. Nastaju pod utjecajem vanjskih sila, najčešće vjetra, a kako će se širiti ovisi o sili teže i Coriolisovoj sili. Za kratkoperiodične valove, s periodima kraćima od približno jednoga dana, dominantan je utjecaj sile teže, a za dugoperiodične valove važniji je utjecaj Coriolisove sile. Kratkoperiodični se valovi dijele na valove u dubokoj vodi i one u plitkoj vodi, a dugoperiodični valovi na težinsko-inercijalne i planetarne valove.
Kod valova u dubokoj vodi, valna duljina manja je od dvostruke dubine dna, čestice se gibaju kružnim putanjama u okomitoj ravnini, a valni oblik putuje brzinom koja je razmjerna (proporcionalna) drugomu korijenu valne duljine. Takve valove najčešće uzrokuju vjetrovi povezani s ciklonalnim poremećajima u atmosferi. Oni se iz izvorišta šire na velike udaljenosti, gdje imaju pravilan oblik bez krijesta, srednje su visine, a nazivaju se mrtvo more. Stanje uzburkanosti morske površine utvrđuje se mjerenjem ili motrenjem (koristi se ljestvica od 0 do 9 stupnjeva, koji odgovaraju valnim visinama od 0 do više od 14 metara). Valna duljina valova u plitkoj vodi višestruko je veća od dubine dna, čestice se gibaju eliptičnim putanjama u okomitoj ravnini, a valni oblik putuje brzinom koja je razmjerna drugomu korijenu dubine dna. Valovi u plitkoj vodi nastali prilikom podmorskih potresa ili eksplozija podmorskih vulkana nazivaju se cunami ili tsunami.
Poseban su slučaj težinsko-inercijalnih valova inercijalne oscilacije. Kod takvih se oscilacija čestice gibaju kružnim putanjama u vodoravnoj ravnini, u smjeru kazaljke na satu na sjevernoj polutki, u suprotnom smjeru na južnoj polutki, a period njihova gibanja ovisi o zemljopisnoj širini, te iznosi od nekoliko dana u ekvatorskim područjima do 12 sati u blizini polova. Inercijalne oscilacije znatno utječu na promjenjivost (varijabilnost) struja u oceanima i u manjim morima kao što je Jadran. Kod planetarnih valova najčešći su pomaci čestica u smjeru sjever–jug, te gibanje valnog oblika od istoka prema zapadu. Zbog svojih velikih perioda (mjesec i više dana), planetarni valovi mogu znatno utjecati na značajke opće cirkulacije u oceanima.
Osnovni oblici valova u moru mogu se preoblikovati. Ako valovi dolaze do strme obale pod kosim kutom, upadni i odbijeni valovi stvaraju vrlo nepravilno valno gibanje – križano more. Kada je smjer napredovanja valova okomit na strmu obalu, preklapanjem s odbijenim valovima nastaju stojni valovi ili bibavica (seši). Pojavljuju se u zaljevima i kanalima, a pobude na titranje dolaze najčešće iz atmosfere: vjetar potiskuje vodu i gomila ju uz obalu, a njegovim naglim prestankom razina mora dolazi u ravnotežni položaj prigušenim titranjem.
Približavanjem plitkim obalama, fronte težinskih valova usporavaju se i zakreću u smjer usporedan s obalom, zapljuskuju i prelijevaju plaže, te nastaje mlat mora. Preoblikuju se porastom i slamanjem zbog nestabilnosti.
Kada se površinski valovi gibaju morem koje je stratificirano, to jest u kojem postoje slojevi različite gustoće, temperature ili saliniteta, a dubina kojih se naglo mijenja, nastaju unutarnji valovi, koji se očituju titranjima termokline u rasponu od desetak metara.
Na otvorenom oceanu, procesom nestabilnosti od planetarnih se valova oblikuju meandri i vrtlozi, koji se mogu održati mjesecima, a prenose izvorne vodene mase na velike udaljenosti i tako utječu na biološke procese u moru.